# Luis Naón
Luis Naón (La Plata, 1961) es un director de orquesta, educador musical, compositor y musicólogo argentino naturalizado francés.

## Biografía
Nació en la ciudad de La Plata, Argentina, en 1961. Cursó sus estudios primarios en la Escuela Normal N°3, a su vez que participaba en clases de piano y coro del Teatro Argentino de La Plata. Estudió música en la Universidad Nacional de La Plata y en la Universidad Católica Argentina. En 1981 se radicó en Francia, donde continuó sus estudios en el Conservatorio de París. y en la Universidad de París VIII. Fue en este país donde continuó su carrera como compositor, participando de los festejos por el bicentenario de la Revolución Francesa en 1989, la cual tuvo lugar en los Campos Elíseos y en la Plaza de la Concordia. 
Desde 1991 se desempeñó como profesor de Composición y Nuevas Tecnologías en el Conservatorio Nacional Superior de Música y Danza de París. De 2004 a 2009 trabajó como profesor de Composición de la Escuela Superior de Música de Cataluña. También desde 2006 ocupó el cargo catedrático de composición electroacústica en la Universidad de Música de Ginebra.

## Conjuntos e instituciones con las que colabora
Colabora con diversos conjuntos e instituciones como el Ministerio de Cultura, Teatro Colón de Buenos Aires, Orquesta de Sena-Saint Denis, Ensemble TM+, Interface, Ensemble Musique Oblique, Museo de Historia de Montreuil, Orquesta Filarmónica de Radio Francia, INA-GRM, Institut de Recherche et Coordination Acoustique/Musique, Orquesta de París, etc.

## Premios y distinciones
Entre los premios y distinciones que ha recibido se encuentran la Tribuna Internacional de Compositores de la UNESCO (años 1990 y 1996), el Premio Municipal de la Ciudad de Buenos Aires (años 1991 y 1995), el Fondo Nacional de las Artes (Argentina), el Premio TRINAC del Consejo Internacional de la Música y el Premio de Composición Olympia. También fue nominado al "III Victorias de la Música Clásica" y al Premio "Enesco" de la Sociedad de Autores, Compositores y Editores de Música.

## Discografía
- Mélange[9]
- En Écho
- You Must Think First
- Trio Polycordes 3 & Mareike Schellenberger
- Utópico
- Tango continuo
- Princesses
- Sainte Nitouche (la fille ni bien ni mal)
- Lascaux Expérience[10]
- Trames
- “Tango Futur” Paris – Buenos Aires
- “Alto Voltango”
- “Tango del desamparo”
- “Alto Voltango”
- “Ombres d’hallucinations et de mort”